# Eremopeza gigas
Eremopeza gigas är en insektsart som först beskrevs av Kirby, W.F. 1914.  Eremopeza gigas ingår i släktet Eremopeza och familjen Pamphagidae. Inga underarter finns listade i Catalogue of Life.